# Горен, Анндж
Анндж Горен (итал. Annj Goren; настоящее имя Анна Мария Наполитано (итал. Anna Maria Napolitano); род. 28 августа 1956 года) — итальянская актриса. Наиболее известная благодаря ролям в эротических и порнографических фильмах режиссёра Джо Д’Амато. Также снималась под псевдонимами Анн Горен, Рената Наполитано и Розамария Наполитано.

## Биография
Анна Мария Наполитано была студенткой, безуспешно лечившейся от наркомании, когда она встретила Джо Д’Амато, благодаря которому она впервые появляется в кино в фильме «Порномагазин на 7-й улице». С ним она отправится в Доминиканскую Республику, где будет работать над серией эротико-экзотических фильмов, начиная с «Чёрного секса». Вместе с Лусией Рамирес и Марком Шенноном она принимает участие в большинстве порнографических сцен, в то время как Дирче Фунари, Лаура Гемсер и Джордж Истман участвую только в сценах симулированного секса. Таким образом, она становится одной из первых итальянских актрис, снимавшихся в хардкоре. Очень раскрепощённая на сексуальном уровне, она тем легче соглашалась на просьбы Д’Амато, потому что считала, что её фильмы предназначены для экспорта и не будут выпускаться в Италии.
Она также снялась в трёх фильмов других режиссёров. В частности, в итало-испанском диптихе «Ева — мужчина (Два пола в одном)» / «Возвращение Евы Ман» с её близкой подругой транс-женщиной Евой Робинс.

## Фильмография
- Порномагазин на 7-й улице (1979) — эпизод
- Чёрный секс (1980) — призрак подруги Марка
- Жёсткие ощущения (1980) — мадам Перес
- Порно экзотическая любовь (1980) — Айрис
- Сладкая... горячая Лиза (1981) — любовница Кармен
- Ева — мужчина (Два пола в одном) (1981) — Кристина, горничная
- Порнохолокост (1981) — зоолог графиня де Сен-Жак
- Возвращение Евы Ман (1981) — Кристина, горничная
- Извращённые неистовства Мануэлы (1983) — Айрис
- Джо Д’Амато: Без цензуры (1983) — камео